# Anolis lionotus
Anolis lionotus е вид влечуго от семейство Dactyloidae. Видът не е застрашен от изчезване.

## Разпространение
Разпространен е в Панама.